# Миовски, Боян
Бо́ян Мио́вски (макед. Бојан Миовски; род. 24 июня 1999, Штип) — северомакедонский футболист, нападающий клуба «Жирона» и сборной Северной Македонии.

## Клубная карьера
Миовски — воспитанник клуба «Брегалница» из своего родного города. 19 февраля 2017 года в матче против «Реновы» он дебютировал в Первой лиге Северной Македонии. 14 мая в поединке против «Победы» Боян забил свой первый гол за «Брегалницу». В том же году Миовски присоединился к молодёжной команде клуба «Работнички». 12 августа в матче против «Реновы» он дебютировал за основной состав. В том же году Даниэл на правах аренды выступал за молодёжный состав азербайджанского «Карабаха». Летом 2018 года Миовски перешёл в «Македония Джёрче Петров». В матче против «Шкендии» он дебютировал за новый клуб. 10 ноября в поединке против «Беласицы» Боян забил свой первый гол за «Македония Джёрче Петров».
В начале 2019 года Миовски перешёл в «Ренову». 24 апреля в матче против «Силекса» он дебютировал за новый клуб. В этом же поединке Боян забил свой первый гол за «Ренову».
Летом 2020 года Миовски перешёл в венгерский МТК. 13 сентября в матче против «Залаэгерсега» он дебютировал в чемпионате Венгрии. 6 декабря в поединке против «Гонведа» Боян забил свой первый гол за МТК.
Летом 2022 года перешёл в Абердин из Будапештского МТК, где он дебютировал 24 июля в матче против «Рэйт Роверс» в Кубке шотландской лиги где он забил с пенальти